# Barren Earth
I Barren Earth sono   un gruppo finlandese progressive metal, fondato da Olli-Pekka Laine nel 2007.

## Storia del gruppo
Il loro esordio discografico avviene nel novembre 2009, con la pubblicazione l'EP Our Twilight, che includeva quattro canzoni. Poco dopo, i Barren Earth si esibirono per la prima volta nel club Dante's Highlight di Helsinki. In quello stesso anno parteciparono al Tuska Open Air Metal Festival, importante rassegna finlandese.
Nel febbraio 2011, la band ha intrapreso un tour di cinque settimane in Nord America, insieme ad altre band finlandesi tra cui Finntroll, Ensiferum e Rotten Sound, in supporto al loro album di debutto.   
Su vari siti web dedicati alle band metal, è stato detto che il secondo album della band, The Devil's Resolve, contenente nove canzoni, avrebbe dovuto essere pubblicato nel novembre 2011, ancora una volta dalla Peaceville Records..
I riconoscimenti più positivi li ha ricevuti il loro quarto album, accolto come il loro migliore. Jón Aldará, che ora canta i testi per lo più secondo la sua mente e volontà, passa da ringhi pesanti ad una voce chiara, talvolta persino operistica.

## Formazione

### Attuale
- Sami Yli-Sirniö – chitarra (2007–presente)
- Janne Perttilä – chitarra (2007–presente)
- Olli-Pekka Laine – basso (2007–presente)
- Marko Tarvonen – batteria (2007-presente)
- Jón Aldará – voce (2014–presente)
- Antti Myllynen – tastiera (2017–presente)

### Ex componenti
- Kasper Mårtenson – tastiera (2007–2017)
- Mikko Kotamäki – voce (2007–2013)

## Discografia

### Album
- 2010 - Curse of the Red River
- 2012 - The Devil's Resolve
- 2015 - On Lonely Towers
- 2018 - A Complex of Cages